# Saint-Michel-l'Observatoire
Saint-Michel-l'Observatoire is een gemeente in het Franse departement Alpes-de-Haute-Provence (regio Provence-Alpes-Côte d'Azur). De plaats maakt deel uit van het arrondissement Forcalquier. Saint-Michel-l'Observatoire telde op 1 januari 2022 1.278 inwoners.

## Geografie
De oppervlakte van Saint-Michel-l'Observatoire bedroeg op 1 januari 2022 27,78 vierkante kilometer; de bevolkingsdichtheid was toen 46 inwoners per km².
De onderstaande kaart toont de ligging van Saint-Michel-l'Observatoire met de belangrijkste infrastructuur en aangrenzende gemeenten.

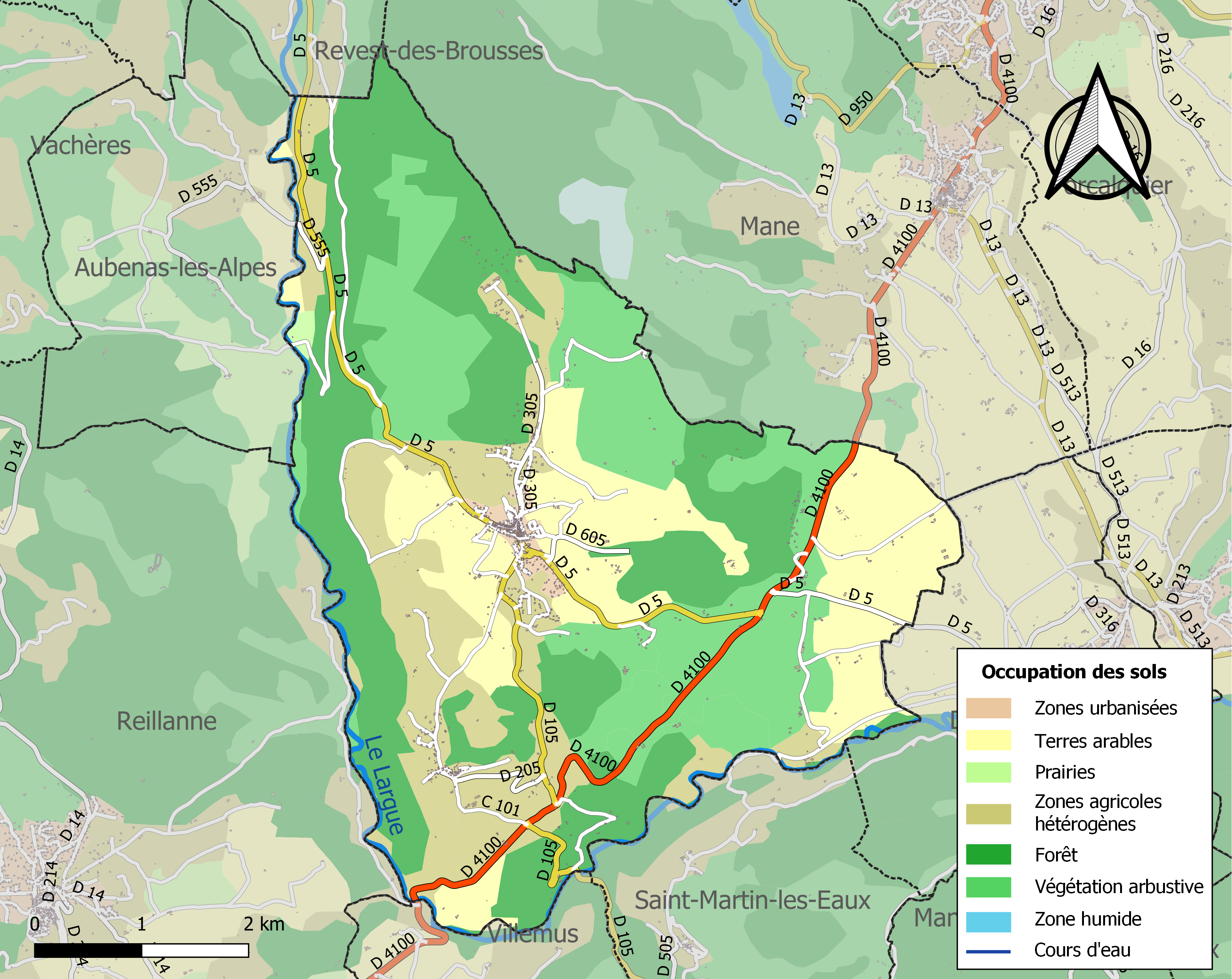

## Demografie
Onderstaande figuur toont het verloop van het inwonertal (bron: INSEE-tellingen).
Vanwege een beveiligingsprobleem met de MediaWiki Graph-software is het momenteel niet mogelijk deze grafiek weer te geven. Zodra de software is bijgewerkt zal de grafiek vanzelf weer zichtbaar worden.

## Afbeeldingen

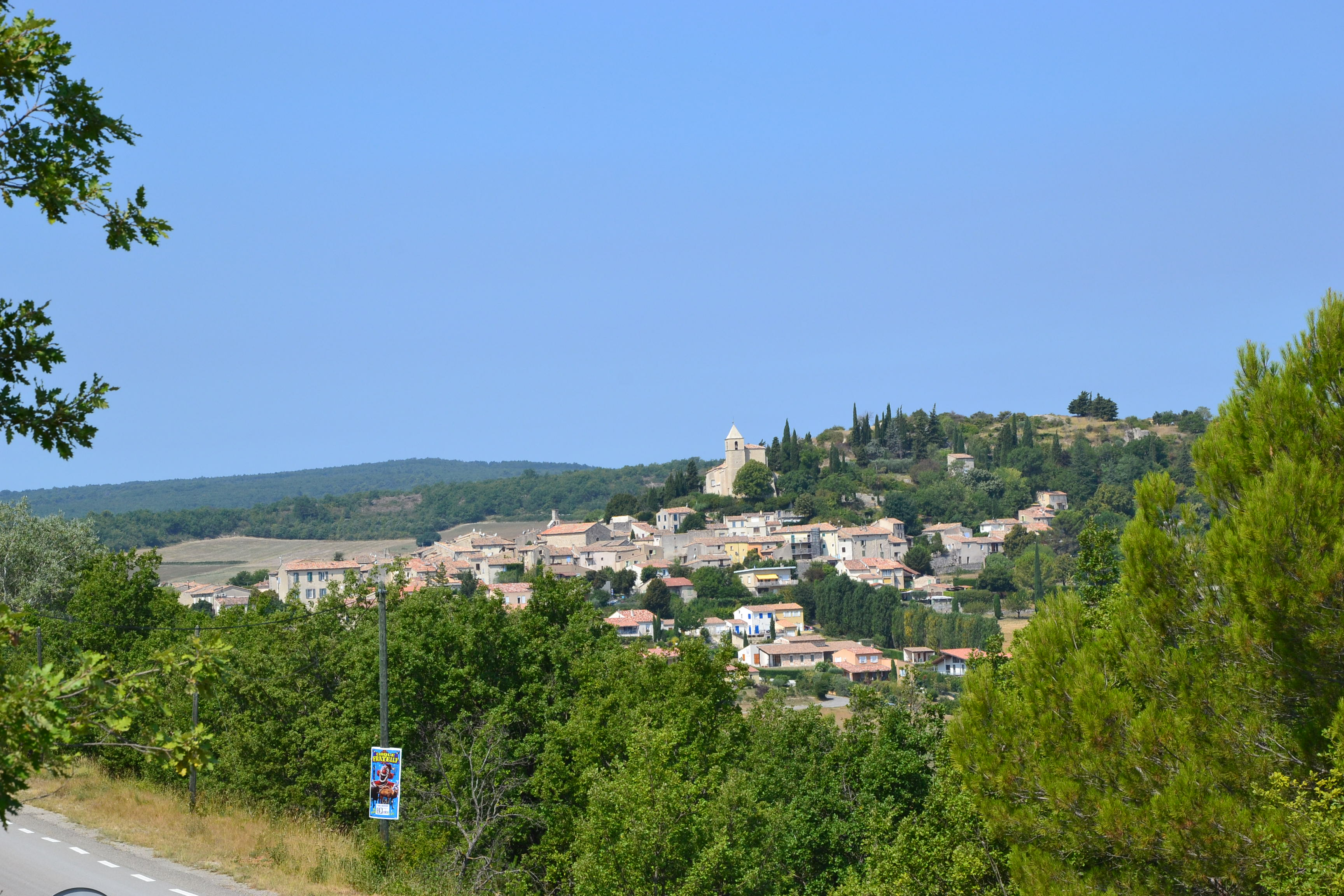
Gezicht op Saint-Michel-l'Observatoire vanuit het zuidwesten
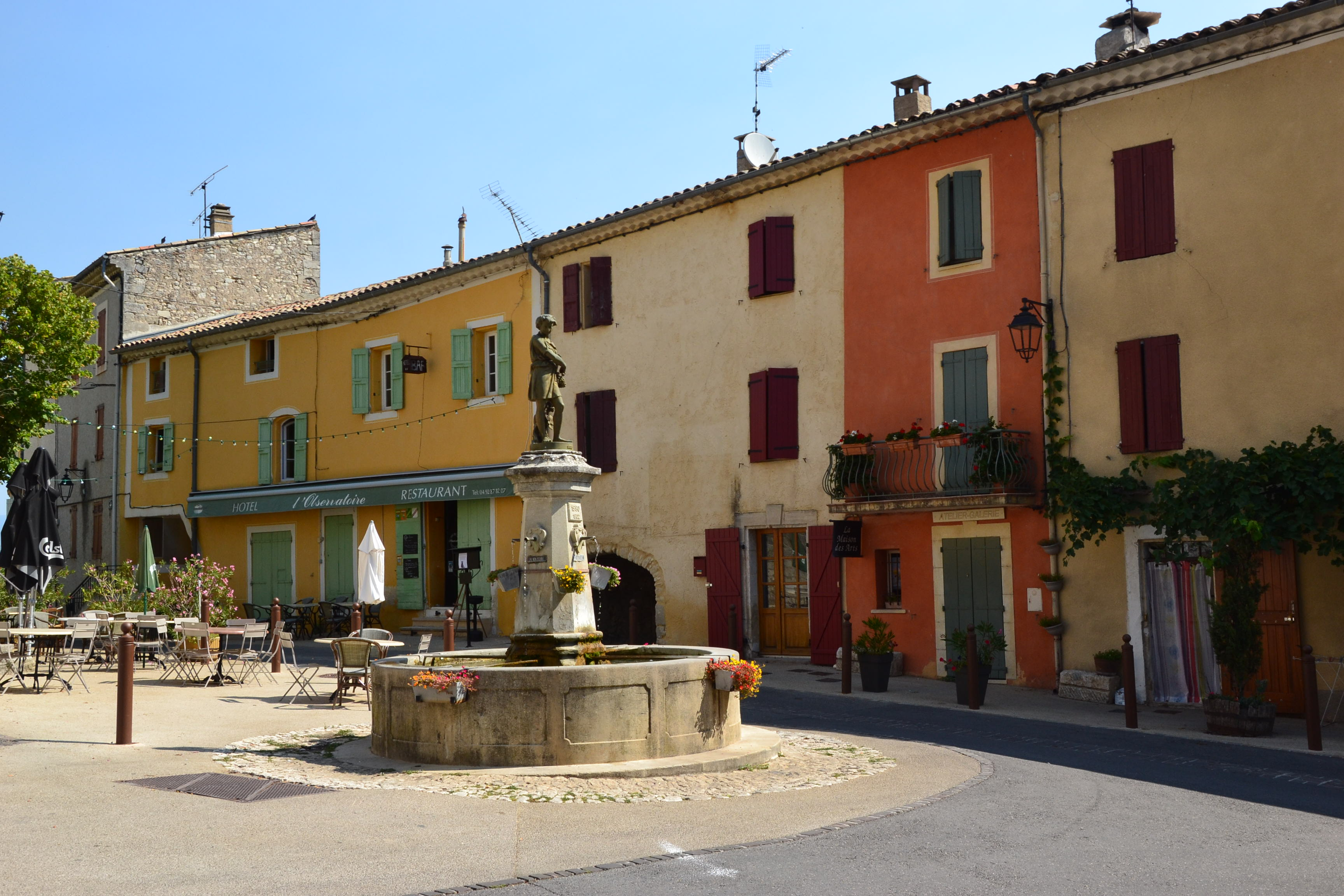
Place de la Fontaine